# Елементарний акт флотації

Елементарний акт флотації

Елементарний акт флотації — основна і визначальна стадія флотаційного процесу. Він полягає у зустрічі бульбашок повітря з гідрофобним мінеральним зерном і закріплення одиничного зерна на поверхні розділу фаз. Реалізація і протікання елементарного акту флотації залежить від властивостей поверхонь розділу «рідина-газ» і «рідина-тверде». Результатом Е.а.ф. є утворення флотаційного агрегату (флотокомплекса).